# Microcebus gerpi
Microcebus gerpi (лат.) — редкий вид приматов, встречающийся на ограниченной территории на острове Мадагаскар.
Немецко-малагасийская исследовательская группа, известная как «группа изучения и поиска приматов Мадагаскара» (фр. Groupe d'Étude et de Recherche sur les Primates de Madagascar, GERP) обнаружила лемура на малоисследованном участке леса, и в 2011 году на основании обмеров и генетических исследований заключила, что это отдельный вид, а не похожий вид Microcebus lehilahytsara. В январе 2012 года вышла статья в журнале Primates, и новый вид получил своё имя в честь группы.

## Описание
Длина тела Microcebus gerpi составляет от 7,7 до 9,3 см, длина хвоста — от 14 до 15 см. Вес составляет от 48 до 90 г. Окрас тела коричневато-серый, голова красно-коричневого цвета. Вокруг глаз окрас темнее, между глаз заметна белая полоса. Уши маленькие, тёмно-коричневые по краям. По середине спины проходит нечёткая красно-коричневая полоса. Цвет брюха варьирует от светло-серого до кремово-белого, начиная с нижней части шеи до области гениталий (включая мошонку). Предплечья и ноги темнее, чем остальная часть тела. Пальцы передних и задних конечностей розово-коричневого цвета покрыты беловато-серыми волосками. Длинный хвост покрыт густыми волосами коричневато-серого цвета. На верхней стороне он темнее, чем на нижней. В нём может накапливаться жир. Подшёрсток животных плотный и короткий, остевые волосы гораздо тоньше.
Вид имеет морфологические и генетические отличия от своего ближайшего родственника Microcebus jollyae. Так, у него значительно более длинный хвост. В отличие от другого географически близко обитающего вида, Microcebus lehilahytsara, Microcebus gerpi крупнее и тяжелее, у него более длинная и более широкая голова, более длинная морда, больше расстояние между глазами, более длинные задние конечности, более длинный третий палец ноги и более длинный хвост.

## Распространение
Microcebus gerpi обитает во влажных джунглях Сахафина на востоке Мадагаскара в 50 км от Национального парка Мантадиа. Подтверждённый ареал крайне мал — участок девственного леса площадью всего 15,6 км², окружённый со всех сторон вторичным лесом, выросшим на бывших рисовых полях. Потенциальный ареал около 7 600 км², но в настоящее время на большей части этой площади лес сведён.